# Catopsalis
Catopsalis is een geslacht van uitgestorven zoogdieren uit het Paleoceen van Noord-Amerika. Dit dier was een relatief groot lid van de orde Multituberculata. De meeste multituberculaten waren veel kleiner.
In 1979 werden aan het geslacht ook fossielen uit het Laat-Krijt van Mongolië toegewezen. Dat materiaal werd in 1986 echter weer verwezen naar het geslacht Djadochtatherium. Catopsalis matthewi is een jonger synoniem van D. matthewi en Catopsalis catopsaloides is een jonger synoniem van D. catopsaloides. Die laatste soort werd in 1994 het aparte geslacht Catopsbaatar.
In 1986 werd door Simmons & Miao onderkend dat het geslacht Catopsalis in traditionele zin eigenlijk een parafyletische verzameling is hoewel er geen consensus is over de vraag welke soorten erin gehandhaafd moeten worden. Catopsalis onderscheidt zich voornamelijk van verwanten in het behoud van verschillende plesiomorfieën, zoals relatief weinig knobbels op de tanden, en vertegenwoordigt zo meer een ontwikkelingsgraad, de snelle evolutie in het vroege Paleoceen weerspiegelend, toen er zich bij zoogdieren een rappe toeneming in grootte en tandcomplexiteit voordeed. Bij Catopsalis werd de eerste kies langer en de vierde premolaar kleiner. De soort Catopsalis joyneri is verplaatst naar zijn eigen geslacht Valenopsalis.

## Soorten
- De typesoort Catopsalis foliatus werd in 1882 benoemd door Edward Drinker Cope. De geslachtsnaam is een combinatie van het Grieks kata, 'neerwaarts', en psalis, 'schaar', een verwijzing naar de neerwaartse knippende beweging van het gebit. De soortaanduiding betekent 'bladvormig'.

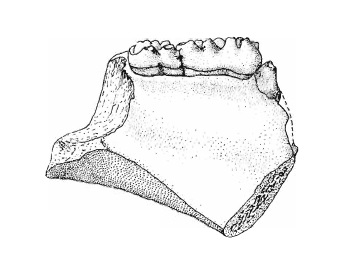
Het genoholotype

Het holotype is AMNH 3035, een dentarium van de onderkaak. Jongere synoniemen zijn Catopsalis johnstoni Fox 1989 (gebaseerd op holotype UALVP 16058) en Polymastodon foliatus Cope 1884. Deze soort is gevonden in lagen van het Puercan (Paleoceen) van het San Juan Basin van New Mexico en in de Ravenscragformatie van Canada. Aan Catopsalis johnstoni zijn fossielen uit Saskatchewan (wellicht zelfs daterend uit het Maastrichtien) en Alberta toegewezen.
- De soort Catopsalis fissidens, 'gespleten tand', werd benoemd door E.D. Cope in 1884. Jongere synoniemen zijn Catopsalis utahensis Gazi 1939 en Polymastodon fissidens Cope, 1884. Het is gevonden in de Torrejonien (Paleoceen)-bedden in het San Juan-bekken van New Mexico en Utah. De University of Wyoming heeft een mogelijk exemplaar.
- De soort Catopsalis calgariensis werd benoemd door Lori Shane Russell in 1926. Het holotype, een tweede onderste kies, is verloren gegaan. Overblijfselen werden gevonden in lagen uit het Paleoceen in Wyoming en Alberta, Canada. Het holotype, verzameld in 1924, bevindt zich in de collectie van de University of Alberta. Verder materiaal is in het bezit van de University of Wyoming.
- De soort Catopsalis alexanderi werd in 1982 benoemd door Michael D. Middleton. Het wordt gevonden in de Littleton Local Fauna uit het Puercan (Paleoceen) van Colorado, Montana en Wyoming (Verenigde Staten), daterend van 66 - 63 miljoen jaar geleden. Exemplaren zijn opgenomen in de collecties van het American Museum of Natural History in New York en het Peabody Museum of Natural History aan de Yale University.

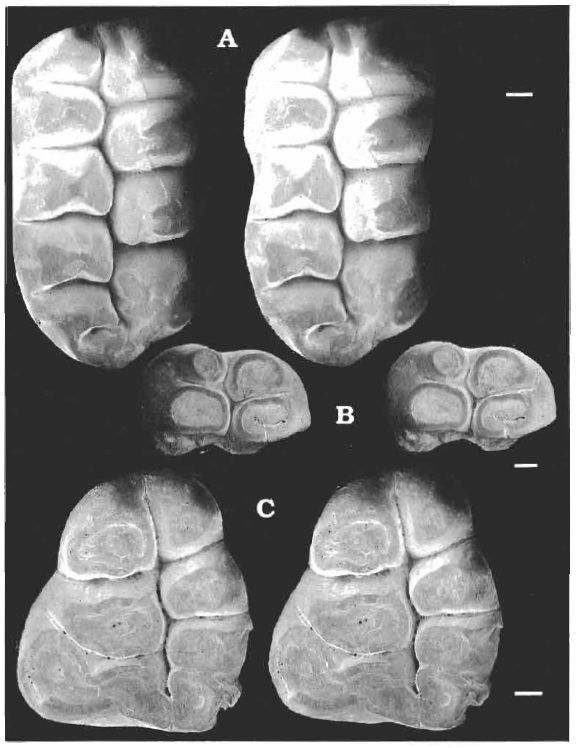
De kiezen van C. waddleae

- De soort Catopsalis waddleae werd in 1995 benoemd door Gregory A. Buckley. Het is gevonden in de Puercan-bedden van de Simpson-steengroeve van Montana. Het holotype is UM 90042, een eerste linkerkies in 1986 gevonden door Diane Waddle. Ten opzichte van de andere soorten is het een extreme zwaargewicht, met wellicht twintig kilogram minstens zo'n driemaal zwaarder. Overblijfselen van deze soort zijn onlangs ook ontdekt in de Idaho Panhandle.
- Catopsalis kakwa werd in 2018 benoemd door Craig S. Scott, Anne Weil en Jessica M. Theodor. De soortaanduiding betekent 'stekelvarken' in de taal van de Cree, een verwijzing naar de Porcupine Hills Formation. Het holotype is TMP 2012.024.0063. Hoewel kennelijk een afgeleide vorm, is deze soort juist opvallend licht, slechts een halve kilogram wegend.

## Fylogenie
Catopsalis behoort tot de onderorde Cimolodonta en de superfamilie Taeniolabidoidea.